# Commiphora neglecta
Commiphora neglecta är en tvåhjärtbladig växtart som beskrevs av Verdoorn. Commiphora neglecta ingår i släktet Commiphora och familjen Burseraceae. Inga underarter finns listade i Catalogue of Life.